# IEC 60870-5
Protokol IEC 60870-5 definuje sadu standardů pro systémy SCADA použité v elektrickém inženýrství a systémech automatizace elektrické rozvodné soustavy. Poskytuje komunikační profil pro zasílání základních řídící zpráv mezi stále připojenými systémy. Skupina spadající pod konzorcium IEC vyvinula standard pro vzdálené řízení a vzdálenou ochranu elektrických systémů. Výsledkem této snahy vznikl protokol IEC 60870-5.
Protokol je definován pěti dokumenty s označením začínajícím IEC 60870-5:
- IEC 60870-5-1 Transmission Frame Formats
- IEC 60870-5-2 Data Link Transmission Services
- IEC 60870-5-3 General Structure of Application Data
- IEC 60870-5-4 Definition and Coding of Information Elements
- IEC 60870-5-5 Basic Application Functions
- IEC 60870-5-6 Guidelines for conformance testing for the IEC 60870-5 companion standards
- IEC TS 60870-5-7 Security extensions to IEC 60870-5-101 and IEC 60870-5-104 protocols (za účasti IEC 62351)

Technická komise 57 skupiny IEC rozšířila tento standard o následující:
- IEC 60870-5-101 Transmission Protocols - doplnění standardu zejména o základní úkoly pro vzdálené řízení
- IEC 60870-5-102 Transmission Protocols - doplnění standardu o přenos celkových statistic ohledně elektrického systému (tento standard není moc rozšířený)
- IEC 60870-5-103 Transmission Protocols - doplnění standardu o informace týkající se ochrany vybavení
- IEC 60870-5-104 Transmission Protocols - rozšíření standardu IEC 60870-5-101 o síťový přístup za užití běžných metod
- IEC TS 60870-5-601 Transmission protocols - rozšíření o testovací sady pro protokol IEC 60870-5-101
- IEC TS 60870-5-604 - rozšíření o testovací sady pro protokol IEC 60870-5-104

IEC 60870-5-101/102/103/104 jsou doplňujícími standardy pro základní úkoly vzdáleného řízení, přenos celkových statistik a dat o ochraně vybavení či síťový přístup k těmto všem elementům.

## IEC 60870-5-101
Protokol IEC 60870-5-101 je standardem pro sledování energetického systému, jeho řízení a přidružené možnosti komunikace vně tohoto systému. Standard je zcela kompatibilní se standardy IEC 60870-5-1 až IEC 60870-5-5 a používá asynchronní kanál pro sériové řízení mezi rozhraními DTE a DCE. Tento standard je vhodný pro více typů konfigurací jako např. dvoubodový spoj (point-to-point), hvězdice a další.

### Funkce
- Podpora nevyváženého i vyváženého módu přenosu
- Linková adresa a adresu ASDU (Application Service Data Unit, datové jednotky aplikační služby) jsou poskytnuty pro účely zařazení koncové stanice do sítě
- Data jsou zařazena do různých informačních objektů a každý objekt má svoji vlastní adresu
- Data jsou zařazena do skupin dle priorit
- Možnost zařazení dat do různých skupin (až 16 skupin) a možnost získání všech dat postupným dotazováním se
- Provádí pravidelné aktualizace datového schématu, ale podporují i aktualizace na vyžádání
- Umí synchronizovat čas

## IEC 60870-5-103
Standard IEC 60870-5-103 je standardem pro řízení elektrického systému. Definuje sadu standardů starajících se o interoperabilitu mezi ochranným vybavením a zařízeními rozvodny. Zařízení splňující tento standard mohou posílat informace dvěma způsoby - explicitně přes definovanou datovou jednotku aplikační služby (ASDU) nebo za použití obecných přenosových služeb. Standard podporuje některé specifické ochranné funkce a poskytuje výrobci možnost pro začlenění vlastních ochranných funkcí pomocí soukromých datových rozsahů.

## IEC 60870-5-104
Protokol IEC 60870-5-104 (IEC 104) je rozšířením protokolu IEC 101 se změnami v rámci přenosové, síťové i fyzické vstvy tak, aby splňovala požadavky pro kompletní přístup k síti. Standard používá TCP/IP pro přístup k síti skrze lokální sít a za správného nastavení routeru může být využit i pro přístup z internetu samotného. Aplikační vrstva protokolu IEC 104 je podobná jako u protokolu IEC 101, s tím, že nějaké datové typy nejsou využity.
Protokol definuje dvě oddělené linkové vrstvy, kdy je jedna použita pro přenos dat přes síť Ethernet a druhá je použita pro přenos přes sériovou linku.
Řídící data protokolu IEC 104 mohou obsahovat různé typy a různé mechanismy pro efektivní zacházení s daty samotnými.
Bezpečnost protokolu IEC 104 je stejně jako u většiny SCADA protokolů vyvinutých v dané době problematická a ačkoliv vydala technická komise 57 konzorcia IEC bezpečnostní standard IEC 62351, který pojednává o implementaci koncového šifrování tak, nebývá tento koncept výrobci zařízení z důvodu složitosti často implementován.